# Франсуа Муге
Франсуа-Реджис Муге (фр. François-Régis Mughe, нар. 16 червня 2004, Дуала, Камерун) — камерунський футболіст, вінгер французького «Марселя».

## Ігрова кар'єра

### Клубна
Франсуа Муге є вихованцем камерунської академії футболу при клубі «Браззеріс». У 2022 році він приєднався до французького «Марселя», з яким підписав п'ятирічний контракт. Починав грати Муге як гравець дублюючого складу «Марселя». 1 березня 2023 року у матчі Кубка Франції півзахисник дебютував у першій команді «Олімпіка».
Другу половину сезону 2023/24 Муге провів в оренді в клубі Другого французького дивізіону «Дюнкерк». В січні 2025 року футболіст відбув в оренду до кінця сезону у грецький клуб «Каллітея».

### Збірна
У 2023 році Муге провів два матчі в складі збірної Камеруну (U-23).